# Birmingham City FC
Birmingham City FC is een Engelse voetbalclub uit Birmingham, uitkomend in de League One en opgericht in 1875. De club werd opgericht als The Small Heath Alliance en werd in 1905 hernoemd naar Birmingham FC. In 1945 werd de huidige naam aangenomen.
In het seizoen 2005/06 speelde Birmingham City voor het eerst sinds jaren weer in de Premier League. Dit was echter geen succes, want na één seizoen degradeerde de club alweer naar het Championship. Een jaar later, in het seizoen 2007/08, promoveerde de club weer naar de Premier League. Maar ook deze keer kon de club zich niet handhaven en was degradatie onvermijdelijk. Toch wist de club in het volgende seizoen weer promotie af te dwingen naar de Premier League. In tegenstelling tot voorgaande jaren handhaafde de club zich met een negende plaats op de ranglijst. Het seizoen 2010/11 verliep onverwacht toch weer teleurstellend. De club degradeerde, maar won wel de League Cup, waardoor zij in het seizoen 2011/12 mocht deelnemen aan de Europa League. Sindsdien is Birmingham City niet meer actief geweest op het hoogste niveau.

## Geschiedenis
De club werd in 1875 opgericht als Small Heath Alliance. Tien jaar later werd de club een profclub. In 1889/90 was de club medeoprichter van de Football Alliance, de tegenhanger van de Football League. In de eerste twee seizoenen eindigde de club in de tweede tabelhelft (ook wel het rechterrijtje genoemd), maar in het derde seizoen werd de derde plaats bereikt. Hierna werd de Football Alliance opgeheven en werden de clubs toegevoegd aan de nieuwe tweede divisie van de Football League (Second Division). In het eerste seizoen daar werd Small Heath kampioen, maar na een testwedstrijd tegen de laatste uit de hoogste klasse, Newton Heath, die verloren werd, moest de club in de Second Division blijven. Het volgende seizoen werd de tweede plaats bereikt en dit keer kon de club promotie afdwingen nadat Darwen verslagen werd. Na twee seizoenen degradeerde de club en keerde eenmalig terug voor seizoen 1901/02. Na één seizoen tweede klasse keerde de club opnieuw terug en dit keer ging het beter en in 1905 eindigde de club op de zevende plaats. Na nog twee goede seizoenen werd de club onverwacht laatste in 1908. Twee jaar later eindigde de club zelfs laatste in de Second Division. Langzaam kroop de club uit het dal en in 1913 werd de derde plaats behaald. Een nieuwe promotie volgde pas in 1921 toen de titel behaald werd. Birmingham kon zich als vaste waarde vestigen, maar buiten een incidentele top 10-plaats kon de club niet veel uitrichten.
In 1931 bereikte de club voor het eerst de finale van de FA Cup, maar verloor deze van West Bromwich Albion. Net voor het uitbreken van de Tweede Wereldoorlog degradeerde de club terug naar de Second Division. Tussen 1948 en 1950 speelde City weer even op het hoogste niveau. In seizoen 1955/56 werd de beste positie in de geschiedenis gehaald, de zesde. Dit was het eerste van tien opeenvolgende seizoenen in de hoogste klasse. Datzelfde seizoen werd voor de tweede keer de finale van de FA Cup gehaald. Dit keer was Manchester City echter te sterk. Twee keer op rij werd de finale van de Jaarbeursstedenbeker gehaald waardoor de club ook Europees op de kaart werd gezet. FC Barcelona en AS Roma waren echter te sterk voor de club. Birmingham was de eerste Engelse club die Europees speelde en ook de eerste Engelse club die Internazionale thuis kon verslaan. In 1963 werd de finale van de League Cup gehaald en deze werd in twee wedstrijden gewonnen van rivaal Aston Villa. Na degradatie in 1965 moest de club tot 1972 genoegen nemen met tweedeklassevoetbal. Bij de terugkeer in de First Division werd een respectabele 10e plaats bereikt en kon standhouden tot 1979.
De afwezigheid in de First Division werd tot één seizoen beperkt. Maar in 1983/84 degradeerde de club opnieuw uit de hoogste klasse. Opnieuw kon City na één seizoen terugkeren maar dit was slechts eenmalig. De volgende twee seizoenen in de Second Division waren ook niet goed en in 1989 degradeerde de club voor het eerst in de geschiedenis naar de Third Division. Het duurde drie jaar vooraleer de club kon terugkeren naar de First Division (die de Second Division verving als tweede hoogste klasse). Na twee seizoenen degradeerde de club opnieuw, de terugkeer naar de hoogste klasse leek verder weg dan ooit.
Dit keer keerde City na één seizoen terug en speelde nu regelmatig de play-offs om te promoveren maar verloor die meestal. In 2002 promoveerde de club na zestien jaar opnieuw naar de hoogste klasse. In het eerste seizoen werd de club dertiende en versloeg rivaal Aston Villa uit en thuis met Frans international Christophe Dugarry aan de zijde van City. Het volgende seizoen startte zeer goed en in de eerste competitiemaand bleef de club in de top vier en na zes weken had de club de beste defensie van de Premier League. Het einde van het seizoen was echter minder goed en na zeven wedstrijden zonder een zege werd uiteindelijk de tiende plaats bereikt. In 2005 werd nog de twaalfde plaats bereikt en had goede verwachtingen voor het volgende seizoen maar degradeerde uiteindelijk. Verschillende spelers die aangekocht waren werden weer verkocht.
Na een sterke start in seizoen 2006/07 waar de club eerste of tweede stond, kwam er een periode waarin slechtere resultaten bereikt werden. City zakte naar de negende plaats en men wilde het ontslag van Steve Bruce als manager. De vorm van het team verbeterde terug en naar het einde van het seizoen toe maakte de club weer veel kans op promotie en streed met Sunderland om de eerste plaats. In de laatste wedstrijd werd de club verslagen door Preston North End en moest genoegen nemen met de tweede plaats, die evenzeer recht gaf op automatische promotie. Birmingham werd voorlaatste in de Premier League en degradeerde opnieuw, maar kon ook nu na één seizoen alweer terugkeren. In het seizoen 2010/11 eindigde Birmingham opnieuw op een degradatieplaats. Hierdoor degradeerde het opnieuw na één seizoen in de Premier League gespeeld te hebben. Birmingham won wel de League Cup door in de finale van Arsenal te winnen en speelde daardoor in het seizoen 2011/12 wel in de Europa League. Het was de eerste grote prijs sinds 1963. Datzelfde jaar degradeerde de ploeg wel naar het tweede niveau. In 2024 volgde een degradatie naar het derde niveau, de League One. Een jaar later keerde de ploeg weer terug door kampioen te worden van de League One.

## Erelijst
- League Cup

1963, 2011
- Championship

1893, 1921, 1948, 1955
- League One

1995, 2025
- Football League Trophy

1991, 1995

## Overzichtslijsten

### Competitieresultaten sinds 1947
- 1947 3e
Second Division
- 1948 1e
Second Division
- 1949 17e
First Division
- 1950 22e
First Division
- 1951 4e
Second Division
- 1952 3e
Second Division
- 1953 6e
Second Division
- 1954 7e
Second Division
- 1955 1e
Second Division
- 1956 6e
First Division
- 1957 12e
First Division
- 1958 13e
First Division
- 1959 9e
First Division
- 1960 19e
First Division
- 1961 19e
First Division
- 1962 17e
First Division
- 1963 20e
First Division
- 1964 20e
First Division
- 1965 22e
First Division
- 1966 10e
Second Division
- 1967 10e
Second Division
- 1968 4e
Second Division
- 1969 7e
Second Division
- 1970 18e
Second Division
- 1971 9e
Second Division
- 1972 2e
Second Division
- 1973 10e
First Division
- 1974 19e
First Division
- 1975 17e
First Division
- 1976 19e
First Division
- 1977 13e
First Division
- 1978 11e
First Division
- 1979 21e
First Division
- 1980 3e
Second Division
- 1981 13e
First Division
- 1982 16e
First Division
- 1983 17e
First Division
- 1984 20e
First Division
- 1985 2e
Second Division
- 1986 21e
First Division
- 1987 19e
Second Division
- 1988 19e
Second Division
- 1989 23e
Second Division
- 1990 7e
Third Division
- 1991 12e
Third Division
- 1992 2e
Third Division
- 1993 19e
First Division
- 1994 22e
First Division
- 1995 1e
Second Division
- 1996 15e
First Division
- 1997 10e
First Division
- 1998 7e
First Division
- 1999 4e
First Division
- 2000 5e
First Division
- 2001 5e
First Division
- 2002 5e
First Division
- 2003 13e
Premier League
- 2004 10e
Premier League
- 2005 12e
Premier League
- 2006 18e
Premier League
- 2007 2e
Championship
- 2008 19e
Premier League
- 2009 2e
Championship
- 2010 9e
Premier League
- 2011 18e
Premier League
- 2012 4e
Championship
- 2013 12e
Championship
- 2014 21e
Championship
- 2015 10e
Championship
- 2016 10e
Championship
- 2017 19e
Championship
- 2018 19e
Championship
- 2019 17e
Championship
- 2020 20e
Championship
- 2021 18e
Championship
- 2022 20e
Championship
- 2023 17e
Championship
- 2024 22e
Championship
- 2025 1e
League One

- First Division
- Second Division
- Third Division
- Premier League
- Championship
- League One

ⓘ In 1992 invoering van de Premier League en opheffing van de Fourth Division; in 2004 opheffing van de First, Second en Third Division.

### Eindklasseringen vanaf 2000
| Seizoen | Competitie       | Niveau | Eindstand | FA Cup      | Uitgeschakeld door:                 | Opmerking |
| ------- | ---------------- | ------ | --------- | ----------- | ----------------------------------- | --- |
| 1999/00 | First Division   | II     | 5         | 4e ronde    | Everton FC: 0-2 (U)                 | halve finale promotie play-offs > Barnsley FC: 0-4 / 2-1                                                                    |
| 2000/01 | First Division   | II     | 5         | 3e ronde    | Manchester City FC: 2-3 (U)         | Finale EFL Cup > Liverpool FC: 1-1 (4-5 n.s.); halve finale promotie play-offs > Preston North End FC: 1-0 / 1-2 (2-4 n.s.) |
| 2001/02 | First Division   | II     | 5         | 3e ronde    | Liverpool FC: 0-3 (U)               | finale promotie play-offs > Norwich City FC: 1-1 (4-2 n.s.)                                                                 |
| 2002/03 | Premier League   | I      | 13        | 3e ronde    | Fulham FC: 1-3 (U)                  | |
| 2003/04 | Premier League   | I      | 10        | 8e finale R | Sunderland AFC: 0-2 (T)             | |
| 2004/05 | Premier League   | I      | 12        | 4e ronde    | Chelsea FC: 0-2 (U)                 | |
| 2005/06 | Premier League   | I      | 18        | kwartfinale | Liverpool FC 0-7 (T)                | |
| 2006/07 | EFL Championship | II     | 2         | 4e ronde    | Reading FC: 2-3 (T)                 | |
| 2007/08 | Premier League   | I      | 19        | 3e ronde    | Huddersfield Town FC: 1-2 (U)       | |
| 2008/09 | EFL Championship | II     | 2         | 3e ronde    | Wolverhampton Wanderers FC: 0-2 (T) | |
| 2009/10 | Premier League   | I      | 9         | kwartfinale | Portsmouth FC: 0-2 (U)              | |
| 2010/11 | Premier League   | I      | 18        | kwartfinale | Bolton Wanderers FC: 2-3 (T)        | Winnaar EFL Cup > Arsenal FC: 2-1                                                                                           |
| 2011/12 | EFL Championship | II     | 4         | 8e finale R | Chelsea FC: 0-2 (T)                 | 3e groep H UEFA Europa League; halve finale promotie play-offs > Blackpool FC: 0-1 / 2-2                                    |
| 2012/13 | EFL Championship | II     | 12        | 3e ronde R  | Leeds United FC: 1-2 (T)            | |
| 2013/14 | EFL Championship | II     | 21        | 4e ronde    | Swansea City FC: 1-2 (T)            | |
| 2014/15 | EFL Championship | II     | 10        | 4e ronde    | West Bromwich Albion FC: 1-2 (T)    | |
| 2015/16 | EFL Championship | II     | 10        | 3e ronde    | AFC Bournemouth: 1-2 (T)            | |
| 2016/17 | EFL Championship | II     | 19        | 3e ronde R  | Newcastle United FC: 1-3 (U)        | |
| 2017/18 | EFL Championship | II     | 19        | 4e ronde R  | Huddersfield Town FC: 1-4 n.v. (T)  | |
| 2018/19 | EFL Championship | II     | 17        | 3e ronde    | West Ham United FC: 0-2 (U)         | |
| 2019/20 | EFL Championship | II     | 20        | 8e finale   | Leicester City FC: 0-1 (U)          | |
| 2020/21 | EFL Championship | II     | 18        | 3e ronde    | Manchester City FC: 0-3 (U)         | |
| 2021/22 | EFL Championship | II     | 20        | 3e ronde    | Plymouth Argyle FC: 0-1 n.v. (T)    | |
| 2022/23 | EFL Championship | II     | 17        | 4e ronde    | Blackburn Rovers FC: 0-1 n.v. (T)   | |
| 2023/24 | EFL Championship | II     | 22        | 4e ronde    | Leicester City FC: 0-3 (U)          | |
| 2024/25 | EFL League One   | III    | 1         | 4e ronde    | Newcastle United FC: 2-3 (T)        | Leaguetopscorer: Jay Stansfield (19)                                                                                        |
| 2025/26 | EFL Championship | II     | .         |             |                                     | |

### In Europa
Birmingham City speelde in diverse Europese competities. Hieronder staan de competities en in welke seizoenen de club deelnam:
- Europa League (1x)

2011/12
- Jaarbeursstedenbeker (4x)

1955/58, 1958/60, 1960/61, 1961/62

### Clubrecords
- Record opkomst: 66.844 tegen Everton, FA Cup 5de ronde, 11 maart 1939
- Record transfersom betaald: £6.25m aan Liverpool voor Emile Heskey, 2004
- Record transfersom ontvangen: €30.15m van Borussia Dortmund voor Jude Bellingham, juli 2020
- Meeste goals in één seizoen: Joe Bradford, 29, First Division 1927/28
- Grootste Football League overwinning: 12-0 tegen Walsall Town Swifts (Division 2, 17 december 1892) & Doncaster Rovers (Division 2, 11 april 1903)
- Zwaarste Football League nederlaag: 1-9 tegen Sheffield Wednesday (Division 1, 13 december 1930) & Blackburn Rovers (Division 1, 5 januari 1895)
- Grootste bekeroverwinning: 9-2 tegen Burton Wanderers (FA Cup eerste ronde, 31 oktober 1885)
- Zwaarste bekernederlaag: 0-7 v Liverpool (FA Cup kwartfinale, 21 maart 2006)
- Speler met de meeste interlands: Malcolm Page; 28 interlands voor Wales

## Bekende (oud-)Blues

### Spelers
- Kemy Agustien
- Jude Bellingham
- Nicklas Bendtner
- David Bentley
- Lee Bradbury
- Bud Brocken
- Nicky Butt
- Stephen Carr
- Michael Carrick
- Andy Cole
- Barry Ferguson
- Ben Foster
- Cameron Jerome
- Jesper Grønkjær
- Joe Hart
- Emile Heskey
- Aliaksandr Hleb
- Andy Johnson
- Maikel Kieftenbeld
- Obafemi Martins
- Mario Melchiot
- Toine van Mierlo
- Wilson Palacios
- Lee Bowyer
- Jermaine Pennant
- Kevin Phillips
- Nathan Redmond
- Daniël de Ridder
- David Seaman
- Scott Sinclair
- Chris Sutton
- Martin Taylor
- Matthew Upson
- Nico Vaesen
- Dwight Yorke
- Mauro Zárate

### Trainers
- Steve Bruce
- Lee Clark
- Terry Cooper
- Chris Davies
- Trevor Francis
- Chris Hughton
- Aitor Karanka
- Alex McLeish
- Garry Monk
- Harry Redknapp
- Wayne Rooney
- Gianfranco Zola